# Pazurecznik wielki
Pazurecznik wielki (Acanthaclisis occitanica) – rzadki gatunek sieciarki z rodziny mrówkolwowatych (Myrmeleontidae). Występuje na wydmach nadmorskich i śródlądowych wokół Morza Śródziemnego. Jest największym przedstawicielem rodziny i największą europejską sieciarką. 
Długość jego skrzydeł sięga 50 mm, a długość ciała 45 mm. Ciało jest ciemnoszare, pokryte krótkimi, czarnymi włosami. Skrzydła przezroczysto szare z czarnymi liniami i plamkami.
Z terenu Polski został wykazany pod koniec XIX wieku (przed 1887) z Przebrna na Mierzei Wiślanej i okolic Elbląga. Współczesne jego występowanie na terenie kraju nie zostało potwierdzone. W Polskiej Czerwonej Księdze Zwierząt został zaliczony do kategorii EX? (gatunki prawdopodobnie zanikłe).
Larwy żyją w piasku, ale nie budują pułapek. Polują aktywnie. Imagines pojawiają się od maja do sierpnia.